# 오남고등학교
오남고등학교(梧南高等學校)는 대한민국 경기도 남양주시 오남읍 양지리에 있는 공립 고등학교이다.

## 학교 연혁
- 2009년 1월 2일 : 오남고등학교 설립인가 (남녀공학, 1학년 12학급, 특수 1학급, 완성학급수 36학급)
- 2009년 3월 1일 : 오남고등학교 개교, 초대 문학박사 장기문 교장 취임
- 2009년 3월 2일 : 제1회 입학식 [신입생 495명 입학(12학급)]
- 2009년 5월 28일 : 개교기념식 [개교기념일 6월 5일]
- 2009년 9월 1일 : 경기도교육청 지정 교원능력개발 선도학교 (6월)
- 2009년 10월 19일 : 구리남양주 최초 교육과학기술부 기숙형고등학교 지정
- 2010년 3월 1일 : 경기도교육청 지정 자율장학 연구학교(2년) (~2012.02.29)
- 2010년 9월 1일 : 교육과학기술부 지정 고교 교육력 제고 시범학교 (3년)
- 2010년 9월 1일 : 경기도교육청 지정 자율학교 (5년)
- 2011년 12월 16일 : 기숙사(박학사) 준공
- 2012년 2월 10일 : 제1회 졸업(427명)
- 2021년 3월 1일 : 경기도교육청지정 고교학점제 선도학교 지정
- 2022년 9월 1일 : 제7대 민병천 교장 취임
- 2024년 1월 4일 : 제13회 졸업식(339명 졸업, 총 졸업생 수 5,189명)
- 2024년 3월 4일 : 제16회 입학식 [신입생 393명 입학 (일반 12학급, 특수 3학급)]

## 참고 자료
- 오남고등학교 - 한국교육학술정보원 학교알리미